# Singram singularis
Singram singularis is een hooiwagen uit de familie Gonyleptidae.